# Dont Look Back
Dont Look Back ist ein Dokumentarfilm des US-amerikanischen Regisseurs D. A. Pennebaker.

## Inhalt
Der Film zeigt den Musiker Bob Dylan auf dessen Großbritannien-Tournee im Jahr 1965. Der 24-jährige Dylan befand sich zu diesem Zeitpunkt auf einem ersten Höhepunkt seiner Karriere, sein Umstieg von der akustischen auf die elektrische Gitarre stand kurz bevor. Dont Look Back gewährt einen Einblick in den Tour-Alltag. Neben Dylan sind auch seine damalige Freundin Joan Baez, sein Manager Albert Grossman, sein Tour-Manager Bob Neuwirth, der Beat-Poet Allen Ginsberg sowie der schottische Folksänger Donovan zu sehen.
Dont Look Back zeigt nur wenige Konzertausschnitte und konzentriert sich stattdessen viel mehr auf die Zeit vor und nach den Auftritten: Dylans teilweise arroganten und streitlustigen Umgang mit Journalisten und Fans sowie seinen Aufstieg in der britischen Hitparade. Auch sein erstes Treffen mit dem Sänger Donovan, der damals von der Presse als „britischer Bob Dylan“ gehandelt wurde, ist zu sehen.
Dont Look Back beginnt mit dem Song Subterranean Homesick Blues und dem dazugehörigen Video, in dem Bob Dylan einzelne Wörter des Textes auf Papptafeln in die Kamera hält. Die berühmte Sequenz gilt als ein Vorläufer des Musikvideos.

## Hintergrund
Dont Look Back wurde am 17. Mai 1967 im Paradiso Theatre in San Francisco uraufgeführt. 1998 wurde er in das National Film Registry aufgenommen.
2007 veröffentlichte D. A. Pennebaker die einstündige Dokumentation 65 Revisited, die aus Filmmaterial besteht, das für Dont Look Back nicht verwendet wurde. Der Titel bezieht sich auf das Album Highway 61 Revisited.

## Kritik
Lob gab es für den Film von Newsweek („Endlessly fascinating...“), Variety („A relentlessly honest, brilliantly edited documentary...“), Los Angeles Herald Examiner („Fantastic“), The New Yorker und vielen anderen, jedoch auch Ablehnung wie diese aus dem Cleveland Plain Dealer: „Sollte begraben werden... Dies ist ein billiger, stellenweise schmutziger Film; wenn es denn überhaupt ein Film ist... Er ist sicher nichts für Kinobesucher, die sich waschen und/oder rasieren.“